# カメリア (映画)
『カメリア』（英: Camellia、韓国語: 카멜리아 ）は、2010年に製作されたタイ・日本・韓国の合作映画。
タイのウィシット・サーサナティヤン監督の「IRON PUSSY」、日本の行定勲監督の「Kamome」、韓国のチャン・ジュナン監督の「LOVE FOR SALE」の3編からなる、釜山国際映画祭製作のオムニバス映画。
過去、現在、未来と時を隔てた３つの愛が錯綜する。舞台は「釜山」、テーマは「愛」。
日本では、2010年10月25日に第23回東京国際映画祭にて上映された。

## ストーリー
「IRON PUSSY」（過去）
1970年代の釜山にやって来たタイのスパイの悲恋物語。女装してスパイ活動をするアイアン・プッシー（ミシェル・シャオワナサイ）と韓国人のジホン（キム・ミンジュン）との結ばれぬ愛。

「Kamome」（現在）
映画撮影中、ファインダー越に見た少女と撮影カメラマン。撮影カメラマンのヨンス（ソル・ギョング）は、靴を履かずに街を漂う少女（吉高由里子）を見掛ける。ヨンスは“カモメ”と名乗るこの不思議な少女に付き合い、時を忘れて釜山の夜の街を歩き回る。そして、彼の中にほのかな恋心が芽生える。

「LOVE FOR SALE」（未来）
記憶の売買がビジネスとして横行する未来都市・釜山を舞台に、恋人・ボラ（ソン・ヘギョ）と彼女との過去の記憶を取り戻そうとするジェイ（カン・ドンウォン）が敵の組織に立ち向っていく。

## キャスト
「IRON PUSSY」
- アイアン・プッシー（英語版）：ミシェル・シャオワナサイ（タイ語版、英語版）
- ジホン：キム・ミンジュン

「Kamome」
- パク・ヨンス：ソル・ギョング
- 吉高由里子

「LOVE FOR SALE」
- ジェイ：カン・ドンウォン
- ボラ：ソン・ヘギョ